# Clivina stigmula
Clivina stigmula är en skalbaggsart som beskrevs av Jules Putzeys. Clivina stigmula ingår i släktet Clivina och familjen jordlöpare. Inga underarter finns listade i Catalogue of Life.